# BMW X1 (F48)
F48 BMW X1 — це друге покоління субкомпактних розкішних кросоверів BMW X1. F48 X1 було представлено на Франкфуртському автосалоні у вересні 2015 року, а пізніше на Токійському автосалоні 2015 року. На відміну від попереднього покоління, яке використовує задній привід як стандарт, усі моделі тепер мають передній привід (продається як sDrive), а також доступні з додатковим повним приводом (xDrive).

## Розробка та запуск
F48 X1 базується на модульній передньопривідній платформі UKL2, яка використовується моделями BMW і MINI. замість задньопривідної платформи 3 Series Touring, як у попереднього покоління X1.
Для порівняння, F48 X1 має на 90 мм (3,5 дюйма) коротшу колісну базу і становить на 23 мм (0,9 дюйма) ширше, і на 67 мм (2,6 дюйма) вищий порівняно з попередником. Однак нова платформа дозволила збільшити простір для ніг, голови та плечей.
Модель з подовженою колісною базою для китайського ринку (код моделі F49) була представлена на Пекінському автосалоні 2016 року та має на 110 мм (4,3 дюйма) довшу колісну базу. Моделі з довгою колісною базою мають однакові двигуни, а також представили нову повнопривідну гібридну модель під назвою xDrive25Le. Ці моделі надійшли в продаж у травні 2016 року.

На ринках Північної Америки xDrive25i продається як xDrive28i.

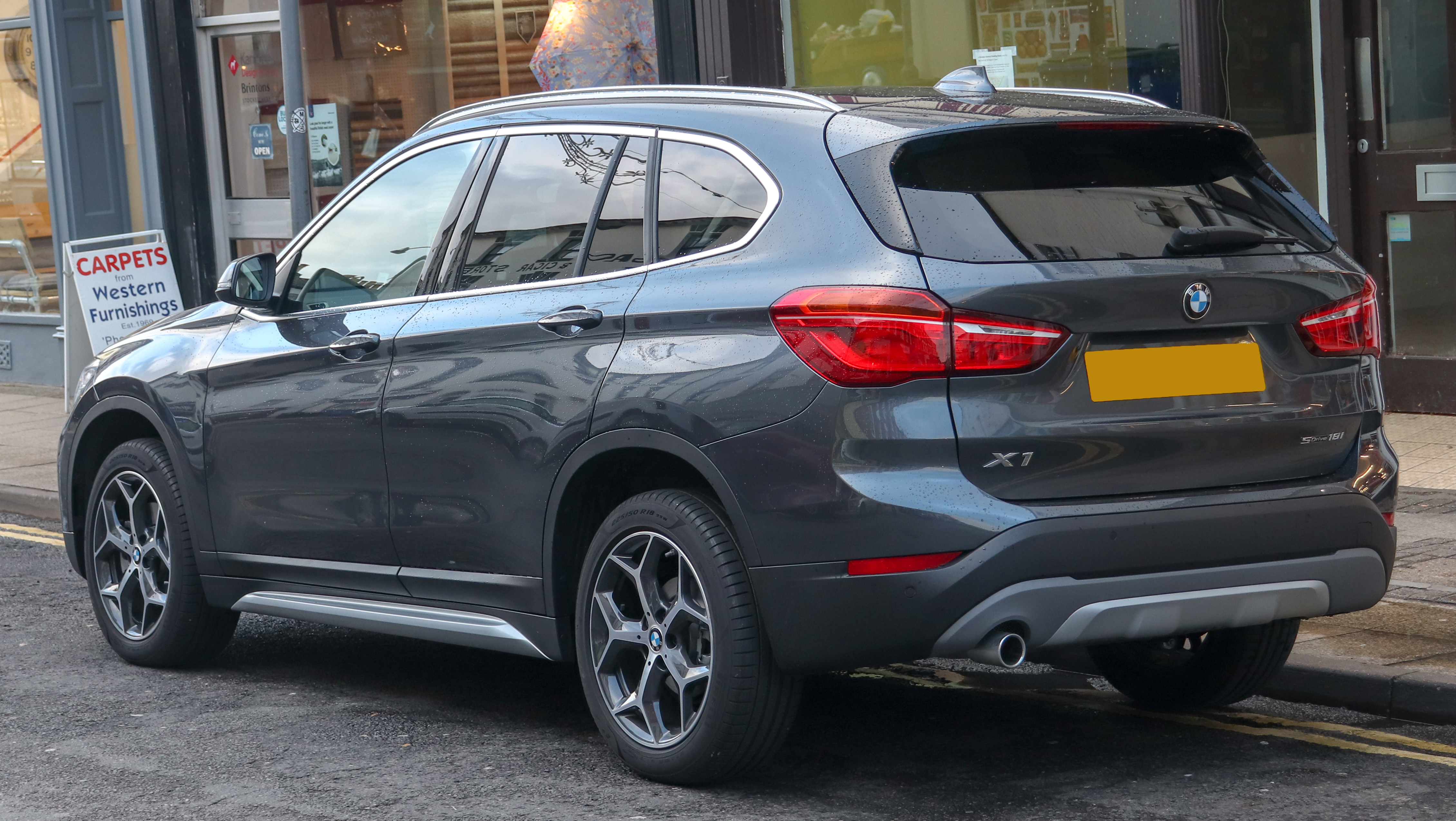
2018 BMW X1 sDrive18i xLine
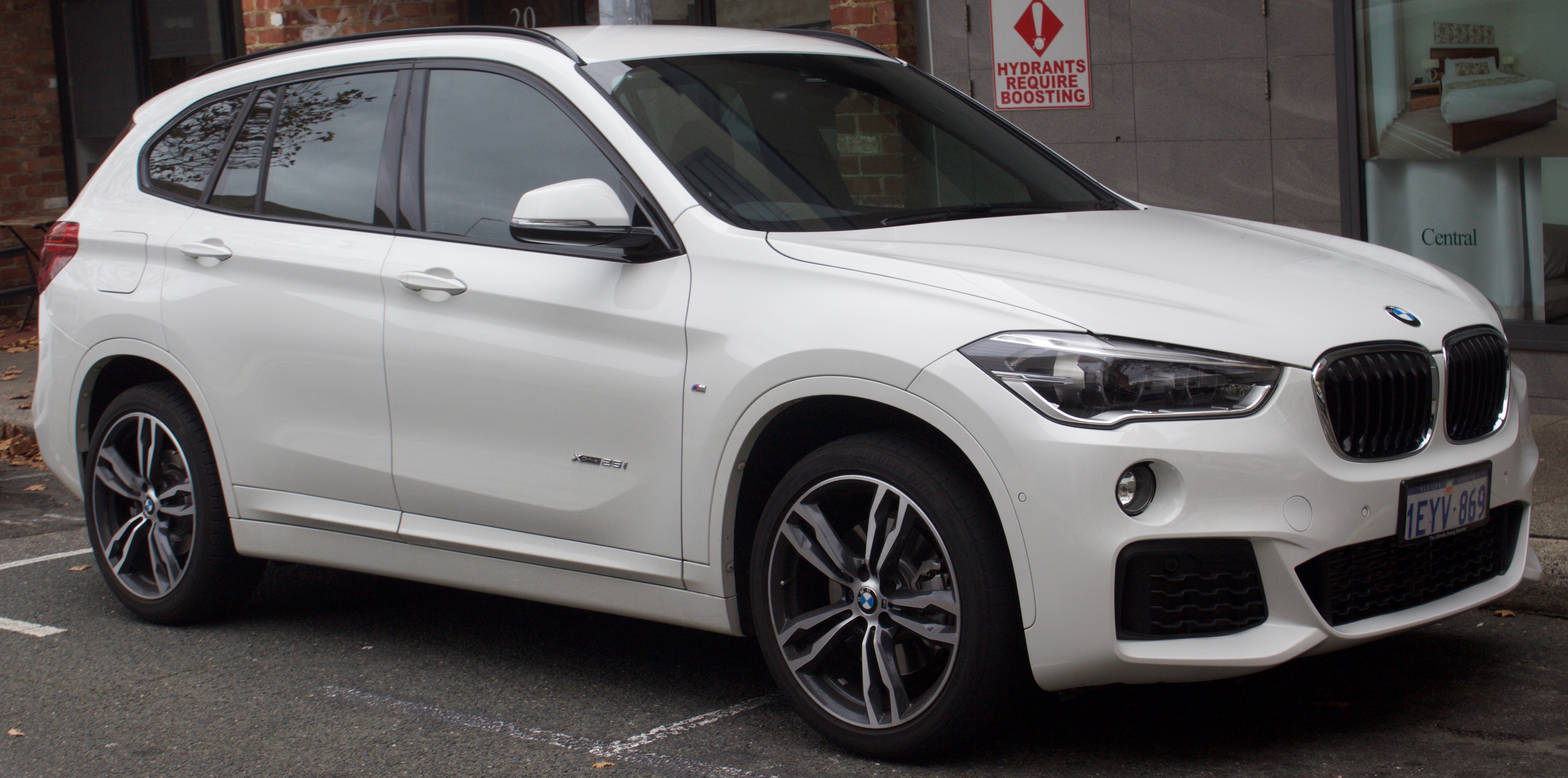
2016 BMW X1 xDrive25i M Sport
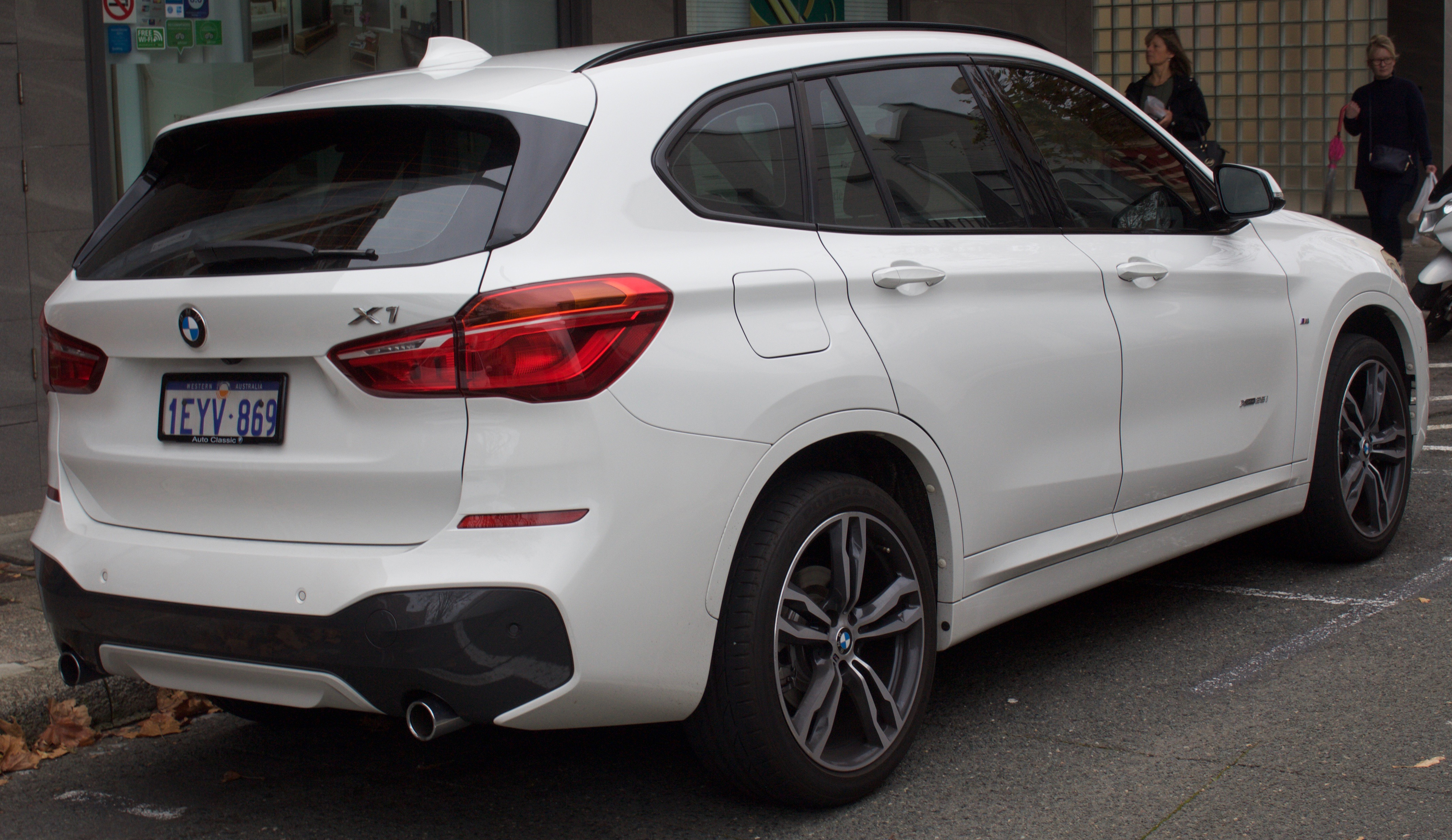
2016 BMW X1 xDrive25i M Sport
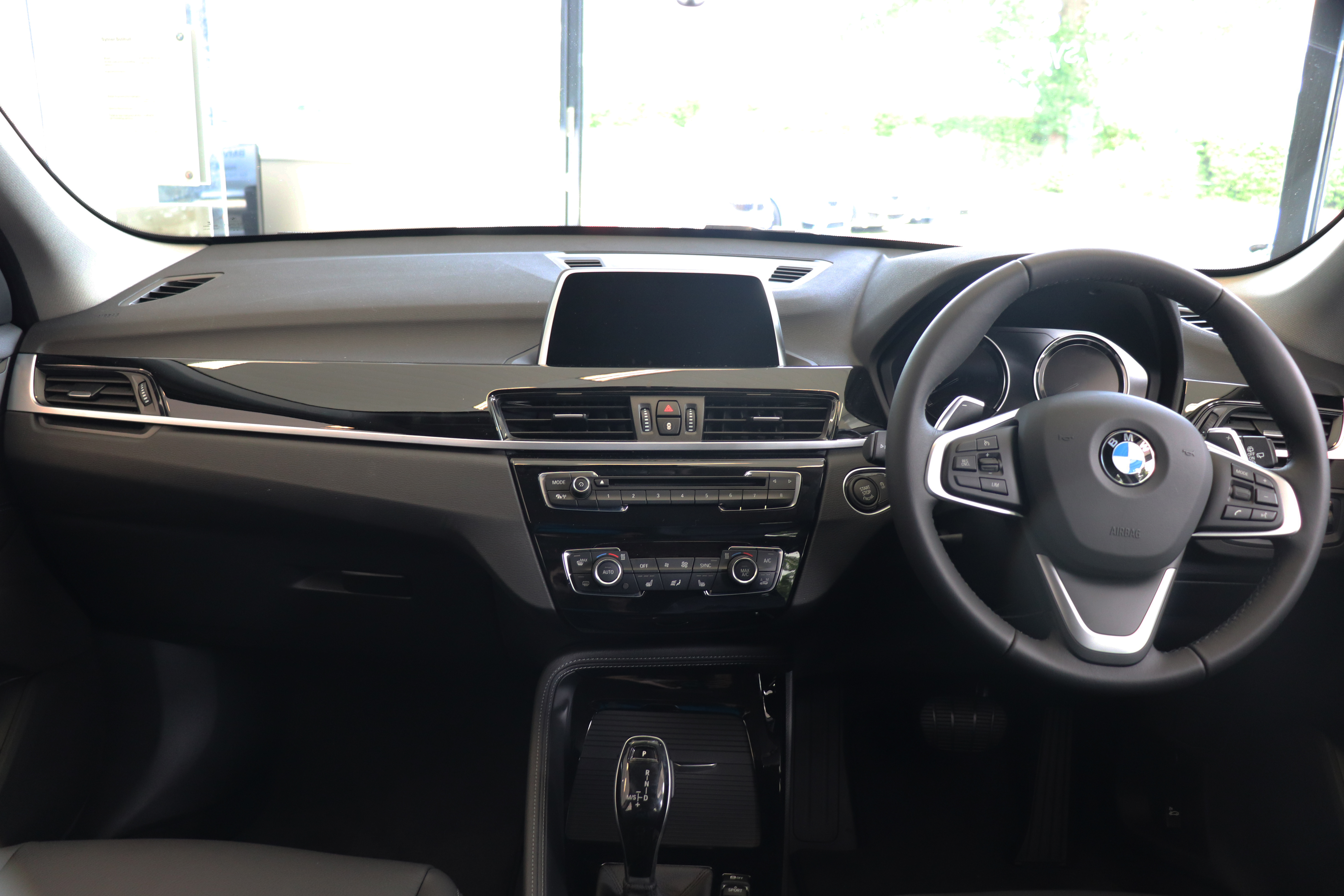
Інтер'єр

## LCI
У травні 2019 року на офіційному сайті BMW була представлена оновлена модель LCI. Зміни включають нові світлодіодні фари, бампери (зі світлодіодними задніми ліхтарями), нові колеса та більшу решітку радіатора, що нагадує інші сучасні моделі BMW, такі як F40 1 Series.

Гібридна версія BMW X1 xDrive25e була представлена у вересні 2019 року.

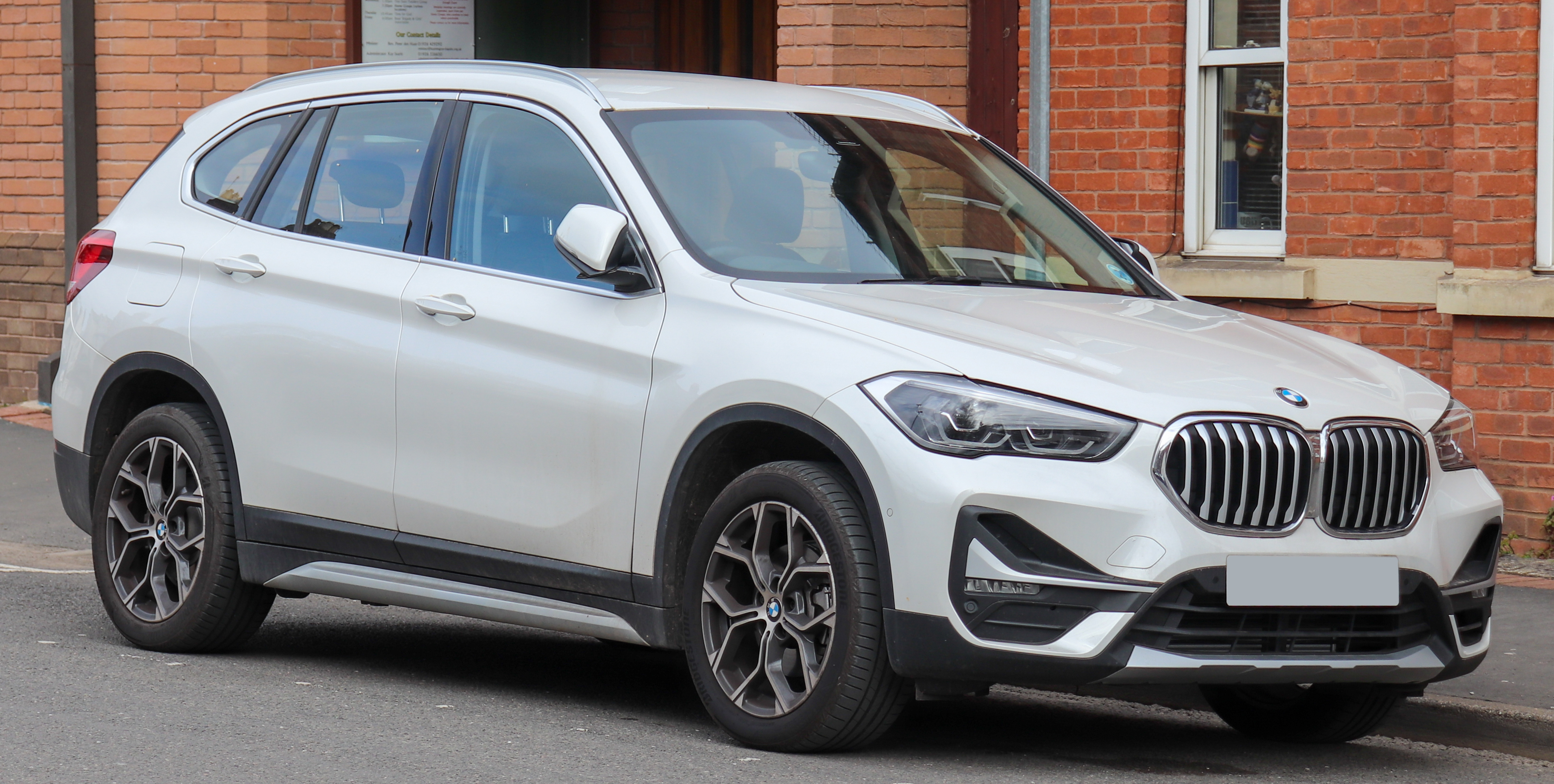
2020 BMW X1 sDrive18i
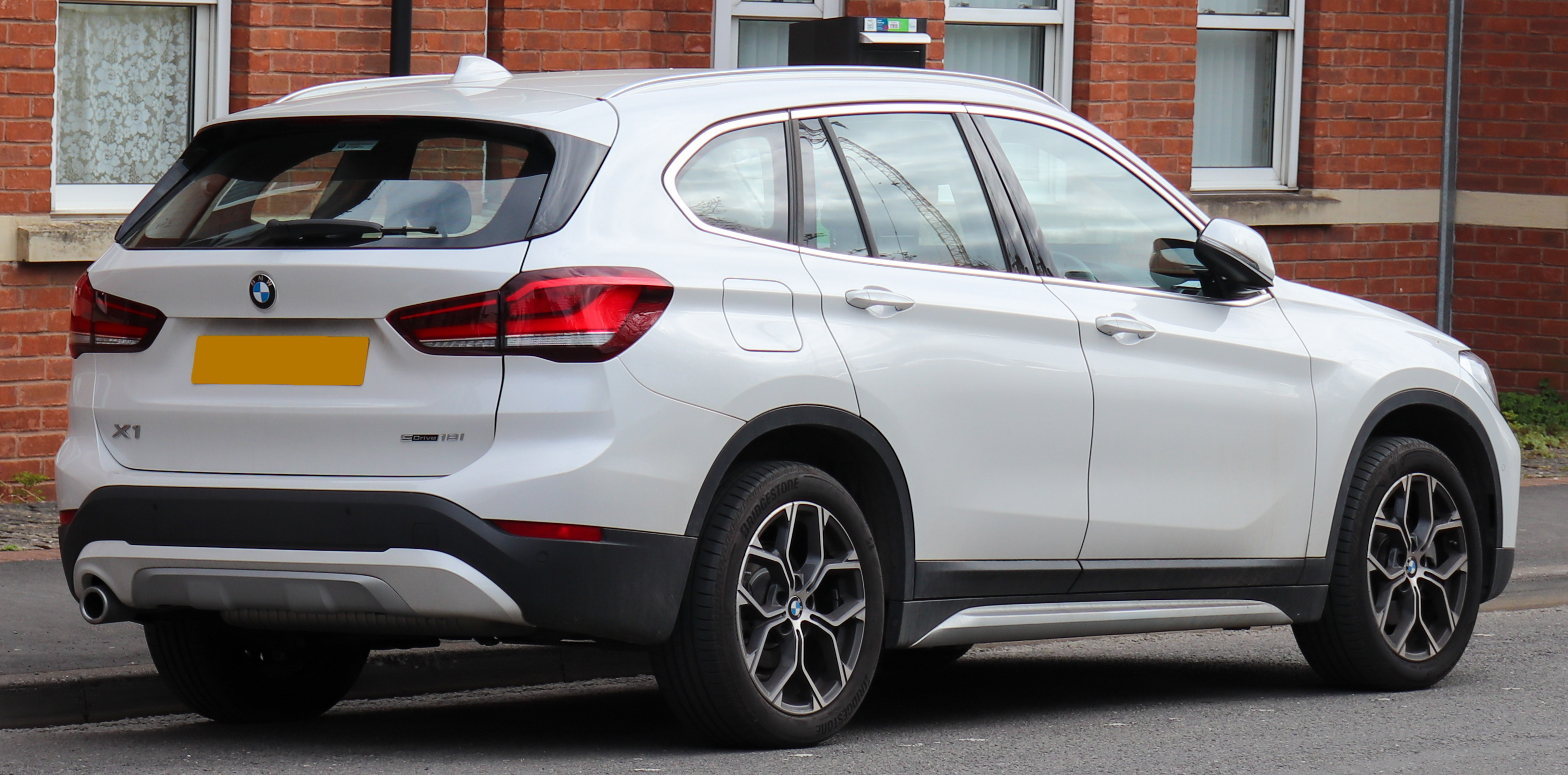
2020 BMW X1 sDrive18i
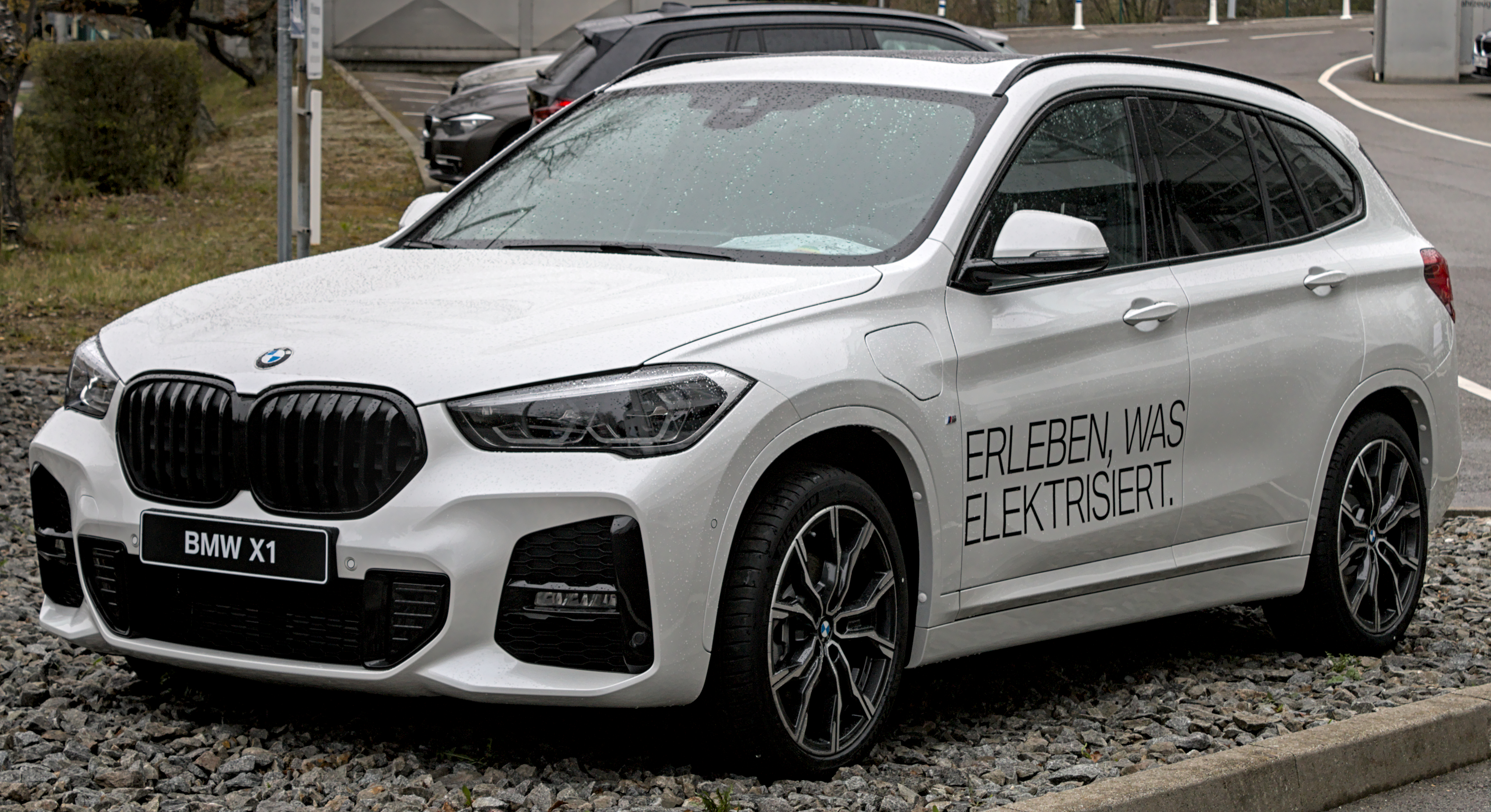
2020 BMW X1 xDrive25e M Sport
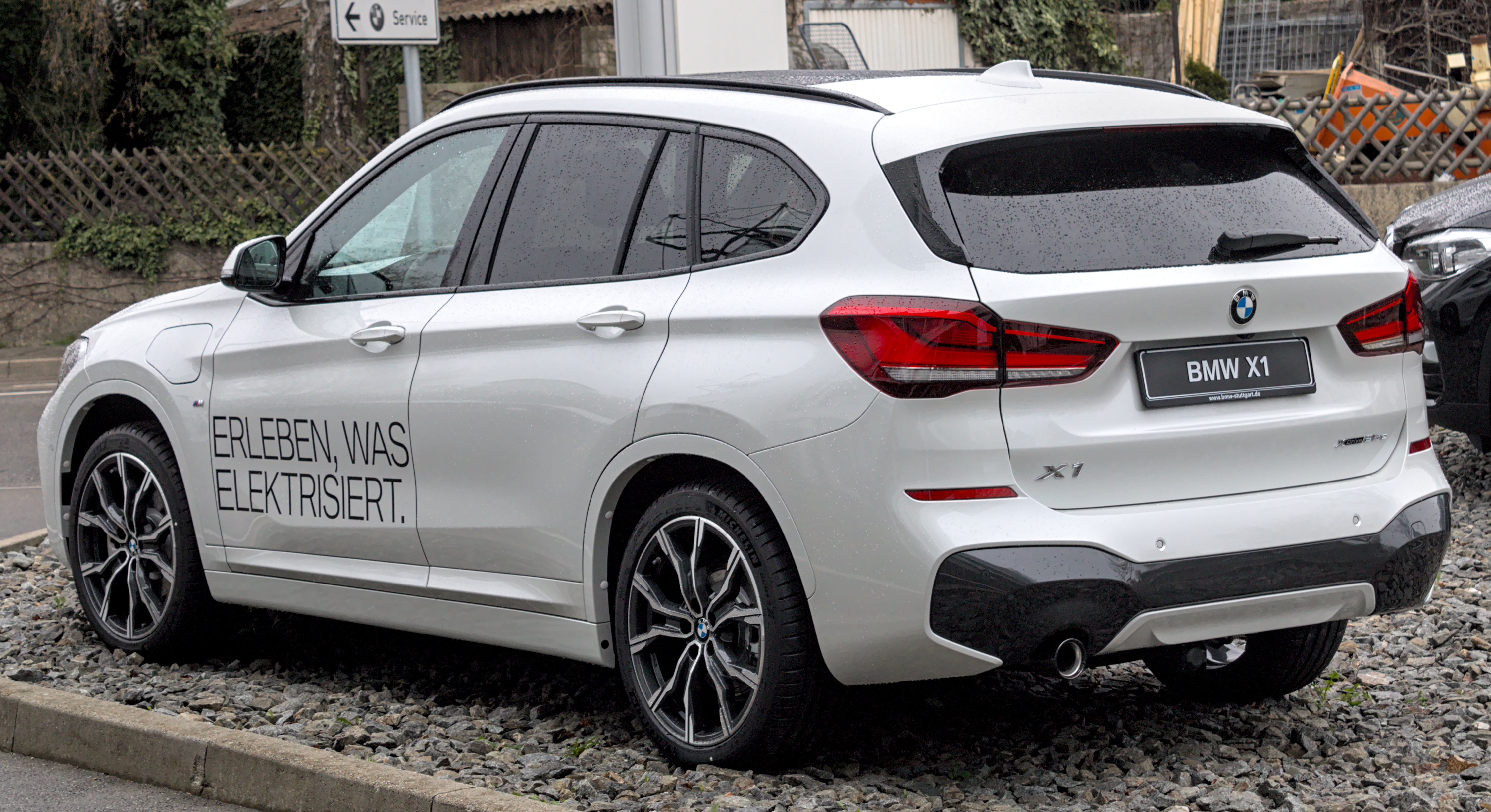
2020 BMW X1 xDrive25e M Sport

## Обладнання
Усі моделі отримали 17-дюймові легкосплавні диски, багажник на даху, двері багажника з електроприводом, 6,5-дюймову систему iDrive, тканинні сидіння та задні сидіння, що складаються у співвідношенні 40:20:40. X1 також пропонується в комплектації Sport, яка додає спортивні сидіння, і в комплектації xLine і M Sport, яка додає шкіряні сидіння з підігрівом. Серед доступних опцій – панорамний люк, оновлена система iDrive Navigation Plus із 8,8-дюймовим сенсорним дисплеєм і проекційний дисплей.
Моделі sDrive16d і 18i доступні з 6-ступінчастою механічною коробкою передач, а моделі sDrive18i можуть бути оновлені до 6-ступінчастої автоматичної коробки передач на 2016–2017 роки та 7-ступінчастої коробки передач із подвійним зчепленням Steptronic (DCT) з 2018 року. Решта модельного ряду отримує 8-ступінчасту автоматичну коробку передач Steptronic виробництва Aisin (AWF8F35) у стандартній комплектації з 2016 по 2017 роки, а моделі sDrive20i отримують 7-ступінчасту коробку передач Steptronic DCT (схожу на sDrive18i 2018 року) з 2018 року. решта асортименту все ще отримує ту саму 8-ступінчасту автоматичну коробку Steptronic.
У вересні 2019 року BMW представила гібридну модель X1 xDrive25e, яка поєднує в собі 1,5-літровий 3-циліндровий бензиновий двигун з літій-іонним акумулятором ємністю 9,7 кВт/год і 94 к.с. (70 кВт; 95 PS) електродвигун. Вихід системи має потужність 220 к.с. (164 кВт; 223 PS) і 385 Н·м (284 фунтів·фут) крутного моменту. Бензиновий двигун працює в парі з 6-ступінчастою автоматичною коробкою передач Steptronic. Чисто електричний запас ходу згідно з NEDC становить 57 кілометрів (35 миль).

## Моделі

### Бензинові двигуни
| Модель                        | Роки  | Двигун-турбонаддув                         | Потужність                              | Крутний момент                             | 0–100 км/год (0–62 миль/год) |
| ----------------------------- | ----- | ------------------------------------------ | --------------------------------------- | ------------------------------------------ | ---------------------------- |
| sDrive18i                     | 2015– | 1,5 л B38 прямо-3                          | 105 кВт (141 к. с.) при 4400–6000 об/хв | 220 Н⋅м (162 фунт⋅фут) при 1250–4000 об/хв | 9,7 с                        |
| sDrive20i                     | 2015– | 2.0 L B48 4-циліндровий                    | 141 кВт (189 к. с.) при 5000–6000 об/хв | 280 Н⋅м (207 фунт⋅фут) при 1250–4600 об/хв | 7,7 с                        |
| xDrive20i                     | 2015– | 2.0 L B48 4-циліндровий                    | 141 кВт (189 к. с.) при 5000–6000 об/хв | 280 Н⋅м (207 фунт⋅фут) при 1250–4600 об/хв | 7,4 с                        |
| xDrive25i*                    | 2016– | 2.0 L B48 4-циліндровий                    | 170 кВт (228 к. с.) при 5000–6000 об/хв | 350 Н⋅м (258 фунт⋅фут) при 1250–4500 об/хв | 6,5 с                        |
| xDrive25Le (тільки для Китаю) | 2016– | 1.5 L B38 3-циліндровий електричний двигун | 100 кВт (134 к. с.)                     | 220 Н⋅м (162 фунт⋅фут)                     | 7,4 с                        |
| xDrive25e                     | 2019– | 1.5 L B38 3-циліндровий електричний двигун | 168 кВт (225 к. с.)                     | 385 Н⋅м (284 фунт⋅фут)                     | 6,9 с                        |

* Модель xDrive25i продається як xDrive28i в Сполучених Штатах з використанням версії B46A20O0 чотирирядного двигуна. Також пропонується передньопривідний варіант sDrive28i з тим же двигуном.

### Дизельні двигуни
| Модель    | Роки  | Двигун- турбонаддув     | Потужність                         | Крутний момент                             | 0–100 км/год (0–62 миль/год) |
| --------- | ----- | ----------------------- | ---------------------------------- | ------------------------------------------ | ---------------------------- |
| sDrive16d | 2015– | 1.5 L B37 3-циліндровий | 85 кВт (114 к. с.) при 4000 об/хв  | 270 Н⋅м (199 фунт⋅фут) при 1750–2250 об/хв | 11,1 с                       |
| sDrive18d | 2015– | 2.0 L B47 4-циліндровий | 110 кВт (148 к. с.) при 4000 об/хв | 330 Н⋅м (243 фунт⋅фут) при 1750–2750 об/хв | 9,2 с                        |
| sDrive20d | 2015– | 2.0 L B47 4-циліндровий | 140 кВт (188 к. с.) при 4000 об/хв | 400 Н⋅м (295 фунт⋅фут) при 1750–2500 об/хв | 7,8 с                        |
| xDrive25d | 2016– | 2.0 L B47 4-циліндровий | 170 кВт (228 к. с.) при 4400 об/хв | 450 Н⋅м (332 фунт⋅фут) при 1500–3000 об/хв | 6,6 с                        |

## Безпека
BMW X1 2015 року отримав п’ять зірок у тесті Euro NCAP.

## Екологічні показники
У лютому 2019 року Green NCAP оцінив BMW X1 з 4-циліндровим дизельним двигуном 18d xDrive та механічною коробкою передач:Шаблон:Green NCAP

## Обсяги виробництва
Нижче наведено дані про виробництво F48 X1:
| рік      | виробництво |
| -------- | ----------- |
| 2016 рік | 220,378     |
| 2017 рік | 286,743     |
| 2018 рік | 286,827     |
| 2019 рік | 266,124     |
| 2020 рік | 230,041     |
| Всього:  | 1,290,113   |

## Нагороди
- 2015 Auto Bild «Золоте кермо»[23]
- 2016 Auto motor und sport «Кращі автомобілі 2016»[24]
- 2016 Auto motor und sport "Value Master 2016"[25]
- 2017 Motor Trend «Найкращий субкомпактний розкішний SUV»[26]
- 2018 Auto motor und sport «Кращі автомобілі 2018»[25]